# 希拉姆 (喬治亞州)
希拉姆（英語：Hiram）是一個位於美國喬治亞州保爾丁縣的城市。

## 地理
希拉姆的座標為33°51′56″N 84°46′29″W / 33.86556°N 84.77472°W，而該地的平均海拔高度為294米（即965英尺）。

## 人口
根據2010年美國人口普查的數據，希拉姆的面積為7.90平方千米，當中陸地面積為7.80平方千米，而水域面積為0.10平方千米。當地共有人口3546人，而人口密度為每平方千米448.86人。